# Galema: Anak ni Zuma
Galema: Anak ni Zuma é uma telenovela filipina produzida e exibida pela ABS-CBN, cuja transmissão ocorreu em 2013. Estrelado por Andi Eigenmann e Matteo Guidicelli, e com atuação antagônica de Derick Hubalde como Zuma.

## Elenco

### Elenco principal
- Andi Eigenmann - Galema Castillo
- Matteo Guidicelli - Morgan Villalobos
- Derick Hubalde - Zuma

### Elenco secundário
- Sheryl Cruz - Galela Carriedo
- Sunshine Cruz - Isabel Carriedo-Castillo / Malena
- Meg Imperial[2] - Gina Castillo
- Bryan Santos - William Barredo
- Carlos Morales - Philip Castillo
- Cris Villanueva - Richard Alvarez
- Dante Ponce - Gen. Roger Barredo
- Divina Valencia - Rosalinda Carriedo
- Lito Legaspi - Agustin "Gustin" Carriedo
- Joey Paras - Teacher Karlo
- Kit Thompson as Dean Evangelista

### Elenco estendida
- Karla Estrada as Bettina Barredo
- Tess Antonio as Yaya Deborah
- Rubi Ruiz as Lola Ems
- Boom Labrusca as Louie Villalobos
- Carmen del Rosario as Yaya Bebang